# César Argelli
César Argelli (1574 - 30 juillet 1648) fut archevêque d'Avignon du 12 mai 1647 à sa mort.

## Biographie
Originaire de Bologne, il succéda à Bernard II, dit Pinelli, le 12 mai 1647.
Toujours en 1647, il déclare Saint Agricol patron de la ville d'Avignon.
Innocent X lui donne le pallium.
Le 30 juillet 1648, peu de temps après avoir fait une chute, il décède.